# Friedrich Berger (Pädagoge)
Friedrich Berger (* 4. Juni 1901 in Archshofen; † 13. April 1975 in Künzelsau) war ein deutscher nationalsozialistischer Pädagoge und Philosoph.
Der Schmiedsohn Berger besuchte die Volksschule Archshofen und wurde am Lehrerseminar Künzelsau zum Volksschullehrer von 1916 bis zur Prüfung 1922 ausgebildet. Dann unterrichtete er in Korntal und legte 1926 in Ulm die Ergänzungsprüfung zum Abitur ab. Er soll früh zum Bund der Köngener um Jakob Wilhelm Hauer gehört haben. Von 1924 bis 1928 studierte er in Tübingen Pädagogik und Philosophie bis zur Promotion bei Karl Groos. Dort habilitierte er sich bei Oswald Kroh, nachdem er als Assistent des Kant-Editoren Erich Adickes († 1928) gearbeitet hatte. Die Habilitationsschrift von 1931 behandelte Herders Menschenbild und Menschenbildung, wobei Berger eine spezifisch deutsche und völkische Anthropologie bei Herder erkennen wollte, auf der die kulturellen Leistungen aufbauten. Von 1934 bis 1937 war Berger Professor für Theoretische Pädagogik (völkische Anthropologie) neben Willy Moog an der TH Braunschweig, danach Professor für Erziehungswissenschaften an der Bernhard-Rust-Hochschule für Lehrerbildung (HfL) in Braunschweig. Obwohl selbst Philosoph, trat er für das Zurücktreten philosophischer Reflexion hinter einer völkischen Pädagogik ein, was auf die Streichung in der Lehrerausbildung hinauslief. Als Direktor der Braunschweiger HfL ab 1938 versuchte er dies umzusetzen. 1938 versuchte der SS-nahe deutschgläubige Religionswissenschaftler Jakob Wilhelm Hauer, ihn auf einen pädagogischen Lehrstuhl nach Tübingen zurückzuholen.
Berger war seit Oktober 1933 als Sturmbannschulungsleiter Mitglied der SA, seit 1934 in der SS (SS-Nummer 269.706) und trat zum 1. Mai 1937 der NSDAP bei (Mitgliedsnummer 4.137.043). Er war Mitglied weiterer Organisationen wie Lebensborn und der Nordischen Gesellschaft. Für den NS-Lehrerbund war er Gauschulungsleiter im Gau Südhannover-Braunschweig. Er gehörte zur programmatischen Kerngruppe von Jakob Wilhelm Hauers Deutschen Glaubensbewegung, in der er auch nach 1945 Ämter innehatte.
Mit der Schließung der HfL 1942 wurde Berger Referatsleiter der Volksschullehrerbildung im Reichsministerium. Ende 1944 berief ihn die Waffen-SS ein.
Nach einem Jahr in britischer Kriegsgefangenschaft unterrichtete Berger nach Kriegsende in Baden-Württemberg an der Berufsschule in Künzelsau und am staatlichen berufspädagogischen Institut in Stuttgart. 1956 begründete er die Freie Akademie mit, die er 1961 bis 1968 als Präsident leitete. Es handelte sich um eine Fortsetzung der NS-nahen Arbeitsgemeinschaft für freie Religionsforschung und Philosophie von Hauer.

## Schriften
- Die transzendentalen Grundlagen der Wahrnehmung. Leipzig 1928 (= Teildruck der Tübinger Dissertation 1928).
- Körperbildung als Menschenbildung: Eine pädagogisch-psycholog. Studie. Langensalza 1931.
- Menschenbild und Menschenbildung: Die philosophisch-pädag. Anthropologie J.G. Herders. Kohlhammer, Stuttgart 1931.
- Volk und Rasse als Grundlage und Ziel deutscher Erziehung. Stuttgart 1936.
- Rasse, Weltanschauung und Erziehung. In: Jakob Wilhelm Hauer (Hrsg.): Glaube und Blut. Beiträge zum Problem Glaube und Rasse. Karlsruhe 1938 (Vortrag auf der Tagung in Blankenburg 15.–18. April 1938).